# My Prerogative
«My Prerogative» es una canción new jack swing del año 1988, interpretada por el cantante estadounidense Bobby Brown. Ésta fue escrita aquel año por el propio cantante, y por Teddy Riley y Gene Griffin, quien también la produjo. En el mismo año, ésta fue incluida en el segundo álbum de estudio de Bobby Brown, Don't Be Cruel, el que fue un éxito N.º 1 en ventas en Estados Unidos y el que terminó por alzarse como el álbum de mayor éxito comercial del cantante en el país, con 7 millones de copias vendidas certificadas por la asociación RIAA.
Por su parte, la canción fue lanzada por el sello MCA Records como el segundo sencillo de Don't Be Cruel en Estados Unidos, durante el último cuatrimestre del año 1988. Con ello, Bobby Brown proyectó una imagen de chico rebelde, dada la letra osada y confrontacional de la canción para la época, y proporcionó una de las piezas más representativas del new jack swing, uno de los géneros más populares de la década de los 80. No obstante, no fue solo sino hasta principios del año siguiente de su lanzamiento cuando «My Prerogative» alcanzó su apogeo comercial en el país. Fue entonces cuando este se convirtió en un éxito N.º 1 en la Billboard Hot 100, el ranking de radiodifusión y venta de sencillos más importante de Estados Unidos. Ello, de acuerdo a la edición del 14 de enero de 1989 del ranking, el que es elaborado y publicado por la revista de música Billboard. El acontecimiento le valió a Bobby Brown su primer y único éxito N.º 1 en el ranking, así como también una certificación de disco de oro de la RIAA, por ventas legales del sencillo de 500 mil copias. Todo ayudó a que Bobby Brown comenzara a ser considerado como una «estrella» del rhythm and blues, dado a su éxito en el género, entre finales de los 80 y principios de los 90. La canción también ocupó la posición #1 en el Hot R&B/Hip-Hop Songs, e ingresó en el top diez del Hot Dance Club Play.
El éxito de «My Prerogative» en Estados Unidos, llevó a MCA Records a lanzar a la canción en otros mercados de música importantes de alrededor del mundo. El principal de ellos fue el Reino Unido, el más grande de Europa, donde fue lanzado como el primer sencillo de Don't Be Cruel. Tras ello, «My Prerogative» alcanzó la posición N.º 6 del ranking británico UK Singles Chart, en el que se convirtió en el primer top 10 de Bobby Brown y en el que solo terminó por reconfirmar su éxito.